# Anne (manga)
Pour les articles homonymes, voir Anne (homonymie).
Anne (アンはアン, An wa An) est un manga de Yumiko Igarashi sorti en 1985 au Japon aux éditions Kōdansha. En France, la série est sortie aux éditions Taifu Comics en 2007. 

## Résumé
Anna est une petite américaine dont les parents vivent séparés à New York et au Texas.